# Fortierville
Fortierville är en kommun i provinsen Québec i Kanada. Den ligger i regionen Centre-du-Québec, i den sydöstra delen av landet, 300 km öster om huvudstaden Ottawa. Kommunen bildades 1998 genom sammanslagning av bykommunen med samma namn och socknen Sainte-Philomène-de-Fortierville.